# Daniel af Burén
Knut Axel Daniel af Burén, född 28 mars 1875 i Stockholm, död 1 juli 1939 i Hedvig Eleonora församling, Stockholm, var en svensk sjukgymnast.

## Biografi
Daniel af Burén föddes 1875 i Stockholm. Han var son till operachefen Axel Burén och friherrinnan Hedvig Catharina Åkerhielm af Blombacka. Han var blind sedan födseln. Efter studier i anatomi vid Karolinska Institutet 1896-1899, anställning som assistent vid Medico-mekaniska institutet i Stockholm 1896-1902 och vid Ramlösa brunn 1896 och 1897, öppnade han egen sjukgymnastiskt verksamhet på Biblioteksgatan i Stockholm 1902. Blindverksamheten hade i honom en varm vän och främjare, som 1902 blev vice ordförande i De blindas förening och 1916 i De blindas bokfond. 1928 valdes han in i centralkommittén för De blindas dag. Han var ledamot av kommittén för kortskrift för blinda 1899-1900.[källa behövs] Af Burén avled 1939 i Hedvig Eleonora församling, Stockholm.
Han ägde från 1910 Hornets gård i Gryts socken.

### Familj
af Burén gifte sig 15 november 1902 i Stockholm med Julia Centerwall (1876–1964). Hon var dotter till rektorn Julius Centerwall och Tullia Anna Helena Björck. De fick tillsammans sonen Knut Georg Daniel af Burén (1906–1967).